# Ferdinand Oxelberg
Ferdinand Daniel Gottlieb Oxelberg (12. januar 1833 i København – 15. juli 1890) var en dansk snedkermester.
Oxelberg var født i København, hvor hans fader, Peter Oxelberg, var snedkermester; moderen var Kirstine f. Malvig. Han lærte på de Thielemannske Værksteder, som hans fader bestyrede, og blev allerede 1853 snedkermester. Derefter rejste han imidlertid 1½ år i udlandet og opholdt sig navnlig i Berlin og Wien, hvor han fik øjet op for maskinernes store betydning for nutidens snedkervirksomhed. Efter yderligere at have sat sig ind heri på Verdensudstillingen i Paris 1867 etablerede han 1872 det første og største maskinsnedkeri i København. Han havde imidlertid ikke alene interesse for sit fags mekaniske udvikling, han virkede også for, at det skulle gøre skønhedens fordringer fyldest. Efter i 1877 at være blevet næstformand for Snedkernes Tegneforening valgtes han 1886 til dens formand. Hvad han tilstræbte, kan ses i de smukke, udskårne mahognitræs døre, som han 1881 skænkede til festsalen i Det tekniske Selskabs Skole, og i Kongeværelset på den Nordiske Industri-, Landbrugs- og Kunstudstilling i Kjøbenhavn 1888, et værelse, han senere forærede Det danske Kunstindustrimuseum, hvor det nu er opstillet. Fra 1876 var han medbestyrer i Københavns Snedkerlav. 1881 blev han Ridder af Dannebrog. 15. juli 1890 afgik han ved døden.
8. juni 1861 havde han ægtet Anne Hansen (f. 29. juli 1839), datter af detailhandler Jørgen Hansen og Mette f. Rasmussen.